# Цигани в Україні
Цигани (роми) в Україні — національна меншина (спільнота), стала група громадян України, які не є етнічними українцями, але проживають на території України в межах її міжнародно визнаних кордонів. Загальна чисельність діаспори (згідно з даними перепису 2001 року) становила 47 587 осіб, більшість яких проживали у Закарпатській (14  004 особи), Донецькій (4 106 осіб), Дніпропетровській (4 067 осіб) та Одеській (4 035 осіб) областях. В Україні, за деякими даними, проживає 15 етнічних груп циган, серед яких: серви, келдерари, ловарі, крими, сінті, угорські цигани, словацькі цигани, руські цигани, гімпени, кишенівці, урсари, волохи та інші.

## Етноніми
Етнонім «цигани» з'явився в українській мові наприкінці XVI ст., та вважається запозичення з давньогрецької мови. Назва циганин (мн. цигани) в староукраїнській мові зафіксовано у документах ХV ст. (1429‑1488 роках).
У словнику Міклошича старослов'янське циганинъ перекладається латинською zingarus від грецького ἀθίγγανος, спотворене τσιγγάνος = «недоторканий», подібне трактування у словнику старонімецької мови Оскара Шаде з детальним поясненням походження і розселення циган, також назване як імовірне в ЕСУМі.
Є також теорія, що цигани – це катойконім «єгиптян», адже чимало представників цього народу називали себе християнськими біженцями з Єгипту.
Назва «роми», що є неологізмом, широко використовується як в українській мові, так і самими циганами, зокрема у назві "Київський академічний музично-драматичний Циганський театр «Романс». Представники самого етносу вживають самоназву, автонім більшості східно-європейських груп  — ромá,  ро́ми, що перекладається з циганської як «людина», і можуть вважати слово циган некоректним чи образливим. Про засвоєння слова ро́ми українською мовою можуть свідчити наявні зареєстровані мовниками похідні від нього словоформи, зокрема прикметник «антиромський» (Протилежне до ромський; ознака того, хто/що проти ромів).

У 2018 стався інцидент на круглому столі у Верховній раді, коли учасники-цигани запротестували проти називання їх «циганами»: 
|  | Слово «циган»... дуже часто використовують в образливому контексті. Використання слова «ром» прийнято в Раді Європи. Ми зверталися років 10-15 тому, щоб наш уряд прийняв подібне положення, адже це загальноєвропейська практика, а ми рухаємось у Європу”. |

 — сказав президент Всеукраїнської спілки громадських організацій «Конґрес Ромен України» Петро Григориченко. Сам депутат Ігор Луценко пізніше виправдовувався, що свідомий рекомендації Ради Європи офіційно вживати самоназву народу «роми», і Україна її дотримується, і він навіть сам особисто свідомо користувався терміном «роми», але щодо «циган» нехай висловляться спеціалісти-мовники, а не громадські активісти.
Обговорюючи факти словесних та фізичних нападів, експерти Української Гельсінської спілки з прав людини вважають використання таких етнонімів, як «цигани», «жиди», у негативному контексті, проявами «мови ненависті» та повідомляють про звернення представників циганської меншини до Європейського суду з прав людини через напади на них і приниження гідності.

## Історія

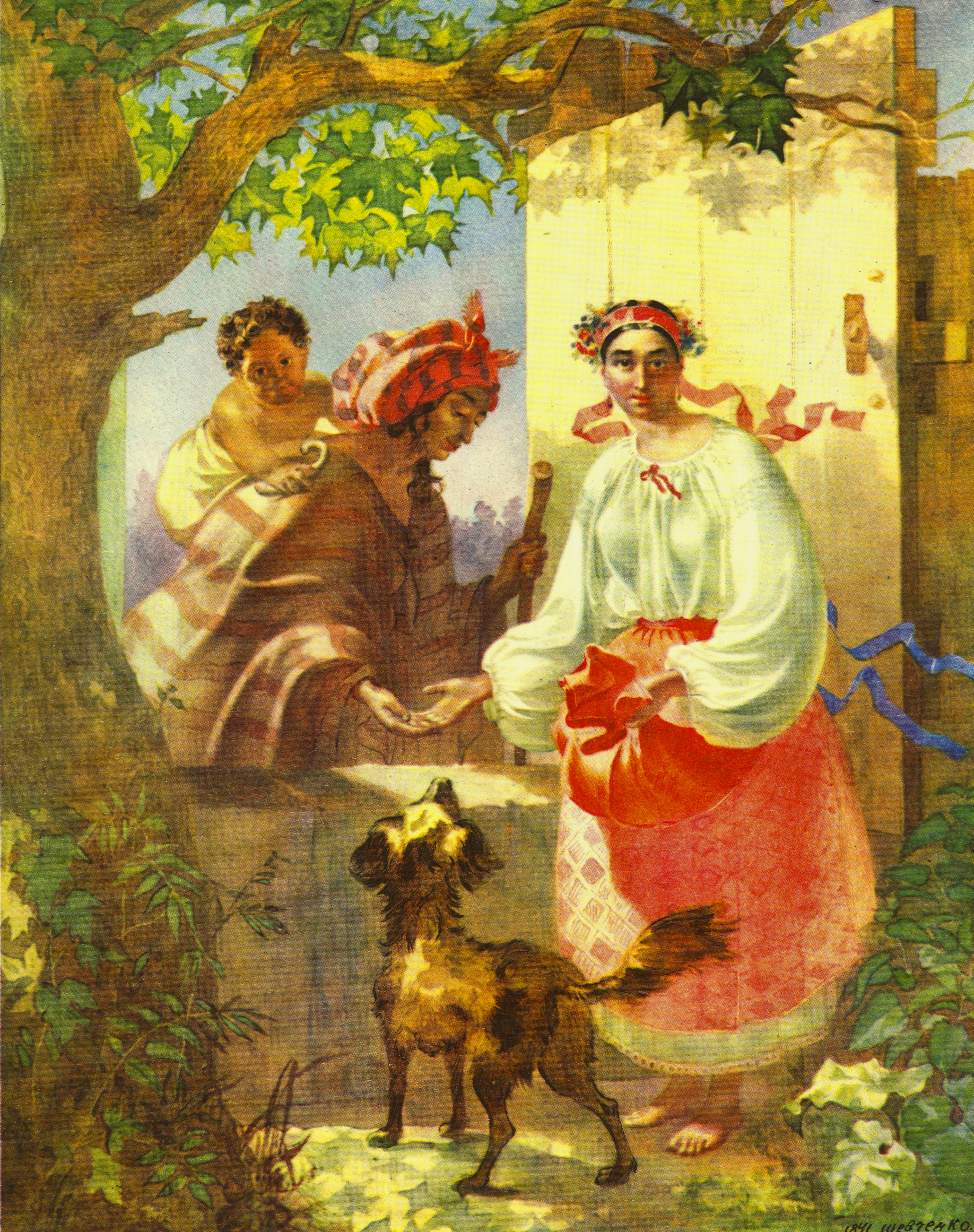
Тарас Шевченко. Циганка-ворожка. 1841 рік

Перша згадка про появу циган на території сучасної України датується початком XV століття (в охоронній грамоті, виданій великим литовським князем Олександром циганському ватажкові Василю), а їхні перші поселення були в місті Ужгороді, в Бессарабії та в Криму. Згадуються вони і у саноцьких актових книгах за 1428 і 1436 роки та у львівських за 1428 і 1455. На територію України цигани потрапляють з Валахії та Молдови і до XVI століття вони кочували вже по всій Україні.

### У часи Речі Посполитої
Згодом у Центральну Україну переміщуються польські цигани, які були змушені переїжджати через запровадження Сеймом Речі Посполитої законів, про виселення циган у віддалені області. Вони розселяються в районах, де за часів Богдана Хмельницького спостерігався великий попит на ковальський та зброярський промисли.
Розселившись на різних територіях цигани утворили кілька етнічних груп: цигани, розселені на Волині, Поліссі й частково на Полтавщині, належать до балтійської групи; влахи, близькі до бессарабських і румунських циган, заселили територію Поділля; серви (колишні вихідці із Сербії), найбільша група циган, розселилися по всій Україні. Згодом в Україні оселилися й угорські цигани.
Польські королі після 1624 року підпорядковують циган управлінню й суду «циганських королів», які обиралися із середовища циган і отримували при призначенні королівську грамоту. Їх резиденція знаходилася у місті Мір Мінської губернії. Останніми циганськими королями були Ігнатій Марцинкевич (1780 рік) та Ян Марцинкевич (1788 рік).
Оподаткування циган здійснювалося пошатрово, визначений оброк сплачувався до Військової малоросійської скарбниці.
Існує припущення про участь циган у визвольній боротьбі українського народу — У «Реєстрах усього війська Запорізького» були зазначені такі прізвища козаків: Валько Циган, Федір Циганський, Степан Циганчук, Дмитро Циганчик.
У 1765 році кочових циган вперше було проголошено поза законом — кожний з циган повинен був обрати собі постійне місце проживання.

### Під владою Російської Імперії
Влада Російської імперії також намагалася «осадити» циган, змусити їх оселитися на постійні місця проживання. Щоб примусити циган до осілого способу життя, Київська військова комісія (XVII століття) надавала їм річний термін для обрання постійного місця проживання, а по його закінченню їх вважали бродячими і переслідували. Постанови проти бродяжництва виходили у 1809, 1811 та 1818 роках.
Згідно з указом про «Правила для поселення циган» 1800 року осілі цигани-землероби протягом 4 років звільнялися від рекрутської повинності та усіх податей. Їм дозволялося, за указом 1818 року, вступати до міщанських міських товариств.

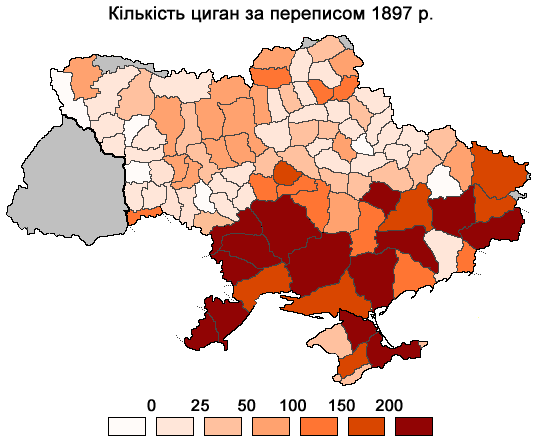
Розселення циган за повітами на території України (1897)

Поява сіл Циганівка, Цигани, Каменецького повіту та Червоногородського повіту, відповідно, Подільської губернії було спричинене переходом циган на осілий спосіб життя. У 1836 році було затверджене положення про «оселення корінних циган у Бессарабії на колишній основі», а у 1839 році вийшов закон «О поселении цыган на вольных казенных землях». Згідно з останнім законом у Бессарабії 782 родини отримали 9902 десятин землі, заснувавши села Каїр і Фараонівку. Проте особливих успіхів ці заходи не дали. В українській частині Російської Імперії в 1897 році жило приблизно 8,8 тисяч циган, більшість (5,6 тис., 64 %) — у степових південно-східних губерніях.
Одна з найбільших хвиль кочівлі припадає на початку першого і другого десятиліть XX століття: найбільше таборів проходило з півдня Поділля в Росію та на Слобожанщину:
| Вони зберегли свої звичаї та типові риси, але одягом зовні нагадують місцевих жителів. Любов до кочового й незалежного життя у них така велика, що влітку коло свого житла вони часто ставлять шатро, де й живуть[23] |

### Друга світова війна
Під час Другої світової війни було знищено 80 % усього циганського населення країн Європи. На території Росії, України та Криму, за даними директора Варшавського музею борців гетто Міріам Нович, жертвами геноциду стали 300 тис. циган. Виявлені циркуляри верховного керівництва Райхскомісаріату Україна від 8 травня 1942 р. щодо поводження з «циганами» свідчать, що окупаційна влада трактувала їх подібно до євреїв. В ніч на 24 грудня 1941 року у місті Сімферополі було розстріляно 800 чоловіків, жінок і дітей. Багато кримських циган, які здавна проживали в Криму, зазнали репресій з боку радянської влади після здобуття нею контролю за півостровом. Вони, разом із кримськими татарами, були депортовані до республік Центральної Азії.
Антиромську політику проводили не лише німці. Так, на Закарпатті протягом 1942—1944 р. відбувалася активна ізоляція циган у таборах за місцем проживання. Усіх мешканців таких таборів переписували та забороняли їм залишати свої поселення. В умовах всеохоплюючої війни та потреб ресурсів для її ведення угорська влада перш за все була зацікавлена в експлуатації праці циган. Беззаперечними є факти жорсткого поводження із циганським населенням. У серпні 1944 міністерство оборони обнародувало наказ про створення циганських трудових батальйонів, кожен із яких укомплектовувався 213 ромами, одним лікарем-євреєм та одним інженером-євреєм. Планувалося створити від 20-ти до 30-ти таких батальйонів, але виконати це цілком не вдалося. Є відомості про угорських ромів, які були депортована до німецького табору Аушвіц протягом 1943—1944 рр. Так, зокрема, протягом цього періоду до Аушвіцу прибуло бл. 23 тис. циган із 15-ти країн Європи, із яких бл. 0,2 % складали угорські роми.
8 жовтня 2004 року Верховною Радою України прийнято Постанову «Про відзначення Міжнародного дня голокосту ромів», яким передбачене щорічне відзначення в Україні 2 серпня Міжнародного дня пам'яті Голокосту ромів, що також передбачає проведення центральними та обласними державними установами відповідних дослідних, освітніх та комемораційних заходів для увічнення пам'яті загиблих. Однак ці рішення в більшості залишилися на папері: практика свідчить, що представники державних установ лише беруть пасивну участь у таких заходах і лише у тих випадках, коли їх ініціюють і беруть на себе відповідальність за їхню організацію та проведення місцеві неурядові установи або об'єднання громадян. Але й це відбувається далеко не скрізь: у 2013 р. заходи, присвячені увічненню пам'яті циганських жертв війни, відбулися лише в Одеській, Черкаській та Закарпатській областях.

### Радянська влада
За радянських часів влада намагалася змусити всіх циган до осілого життя, активно залучали до колгоспів. ВУЦВК РН УСРР 23 лютого 1927 року видав постанову про допомогу кочуючим, які виявили бажання перейти до осілості. Для виконання цієї постанови була розроблена спеціальна «Інструкція про проведення заходів економічного та організаційно-адміністративного порядку для допомоги переходу кочуючим циганам для осілого життя та втягування їх в трудові процеси», яка передбачала їх залучення до трудового процесу, до кустарних артілей, у сільське господарство, пропонувалось давати переселенцям кредити, наділяти їх землею з державних фондів. Така політика спочатку давала результат і у 20-х роках XX століття 81,3 % циган України були вже осілими. На вільних землях у 1927 році оселилося 500 кочових родин. Проте насильна колективізація початку 30-х років, під яку підпадали й цигани, припинила процес осідання.
Наприкінці 20-х років друкувалися романомовні журнали «Романи зоря» («Циганська зоря») та «Небо дром» («Новий шлях»), які на початку 30-х років були закриті.
5 жовтня 1956 року вийшов Указ Президії Верховної Ради СРСР «Про залучення до праці циган, які займаються бродяжництвом», що забороняв кочовий спосіб життя та прирівнював його до дармоїдства. За законами СРСР за «кочування й паразитичний спосіб життя» циган позбавляли волі на термін до 5 років.

## Розселення
За переписом 1926 року в УСРР жило 13 000 циган (у тому числі 2 500 у містах); у Криму їх було 1 300, на Північному Кавказі — 6 800. Усіх циган на українських етнічних землях (на 1926 році) було близько 20 000.
Динаміка чисельності циган за даними переписів:
- 1897 — бл.13 000 (в межах РІ — 10 031[29])
- 1926 — 13 578[30] (УРСР)
- 1939 — 10 443[31] (УРСР)
- 1959 — 22 515[32]
- 1970 — 30 091[33]
- 1979 — 34 411[34]
- 1989 — 47 917[35]
- 2001 — 47 587[3]

Розселені по всіх областях України, але найбільше їх на Закарпатті, у Криму і Південній Бессарабії. Майже половина їх мешкає по містах.
На Закарпатті проживають такі групи циган: словацькі цигани (нащадки переселенців початку XX ст.), келдераре, унгріко рома (вихідці з Угорщини), які проживають компактними групами. Найбільша кількість циган нараховується у місті Мукачевому (1,4 %), у Виноградівському (0,8 %), Берегівському (4,1 %) та Ужгородському (4,1 %) районах Закарпатської області.
Расейці (вихідці з південної Росії на початку XX ст.), ловаре і серви проживають на українському Поліссі. Прилуки, Ніжин, Чернігів та Остер є основними місцями компактного розселення расейців. Серед циган Житомирщини найбільше представників групи ловаре, які мають свої компактні поселення в Житомирі (район Богунія), селі Тетерівка Житомирського району та в місті Малин. Серви живуть розсіяно невеликими групами серед представників інших етногруп. Для них характерне проживання у великих містах Житомирської і Чернігівської областей (міста Чернігів, Житомир, Коростень, Малин).
На території Київщини проживають, в основному, серви, більшість яких мешкає в Києві. У місті Біла Церква проживає група циган-келмишів. У Черкаській області келмиші живуть не в містах, а в циганських селах, які виникли в 60-х роках XX ст. Основним регіоном розселення є місто Сміла та його околиці. Цигани-расейці та серви проживають на території Полтавщини. У зв'язку з переселенням населення з районів, що постраждали від аварії на ЧАЕС, їх кількість збільшилась за рахунок прибулих з Чернігівської та Житомирської областей. Більшість поселялись у Миргороді та Лубнах. На території Кіровоградщини та Донеччини проживають циганські роди з етно-групи сервів. На Миколаївщині мешкають серви, молдовські цигани та келдерари.
Найменш чисельною етнічною групою циган є кримські цигани-кримці, які здавна проживали в Криму. Зараз вони переважно сконцентровані у великих індустріальних містах. В Одеській області проживають серви і представники вихідців з Німеччини — циганська етногрупа сінті, а на її півдні мешкають молдовські цигани. Представники цих етнічних груп також проживають на півдні Вінницької області.
Разом з тим, станом на травень 2021 року, «за різними оцінками, в Україні мешкає від 200 до 400 тисяч циган», — про це повідомила Уповноважена Верховної Ради України з прав людини Людмила Денісова.
Розселення циган та їх взаємодія з іншими етносами накладає свій відбиток на їх рід занять, рівень життя та стан циганської мови та її діалектів.

## Розподіл за соціальним статусом
Циганське населення України поділяється на кілька соціальних підгруп, залежно від таких факторів, як регіон, в якому вони проживають, мова спілкування, професійна приналежність (що склалася історично), часовий період, коли етнос перейшов до осілого способу життя, віросповідання та ін. Крім того, той факт, що більшість циган живуть у бідності, також створює поділ за соціально-майновим статусом всередині циганської спільноти.
До жорсткої кастовості циган віднесені:
- еліта, циганська інтелігенція — це переважно люди з освітою — музиканти, артисти, лікарі, письменники, які мають певний статус у суспільному житті країни;
- лідери, барони таборів, які обираються громадою й відповідають за функціонування табору, контролюють його контакти із «зовнішнім світом»;
- пересічні цигани — мешканці таборів, осілі цигани, які мають свої будинки, квартири.

Існує ще четверта категорія, яка стоїть найнижче в ієрархії і не належить до громади — це цигани «з вулиці».

## Мова

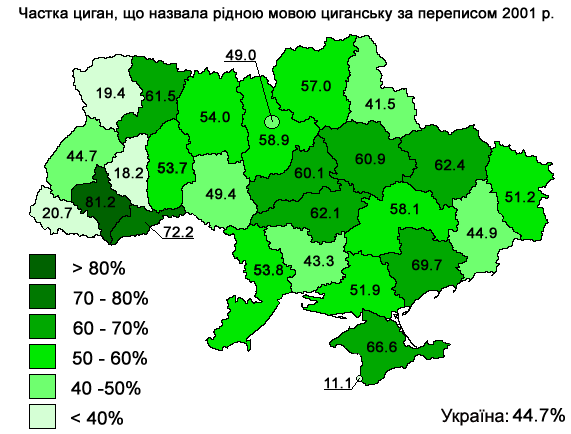
Циганська мова, як рідна серед циган України (2001)

Циганські субетноси на території України представлені сервами (сервуря) або лівобережними циганами (найчисельніша циганська група в Україні), та волохами, мова яких належить до української діалектної групи (за класифікацією А. Тенсера). Ще одною групою циган, яка склалася на території України є кримські цигани, або киримскя рома, татарскя рома (аюджі, гурбети та інші), мова яких зазнала великого лінгвістичного та етнографічного впливу з боку місцевого тюркомовного населення. Влашська — третя велика мовна група, до якої належать молдовські цигани (Одеська та Чернівецька області), частина яких (кишинівці) оселилася у 20 — 30 роках XX століття у Донецькій, Луганській областях. Також до цієї групи належать келдерари та ловарі, які мешкають маленькими групами скрізь на території України. Четвертою мовною групою є Карпатська, до якої належать словацькі (сервіка рома) та угорські (унгріко рома) цигани, які мешкають у Закарпатській області.
Лише 40 % циган у містах вважають циганську мову рідною, у селах — 35 %; решта за рідну мову вважає українську, угорську, російську та румунську мови.
Рідна мова циган України за переписами населення 1989 та 2001 рр.:
| Рідна мова      | 1970   | 1970   | 1989   | 1989   | 2001   | 2001   |
| --------------- | ------ | ------ | ------ | ------ | ------ | ------ |
| Циганська мова  | 15 853 | 52,7 % | 28 074 | 58,6 % | 21 266 | 44,7 % |
| Українська мова | 4 760  | 15,8 % | 5 915  | 12,3 % | 10 039 | 21,1 % |
| Російська мова  | 3 723  | 12,4 % | 4 928  | 10,3 % | 6 378  | 13,4 % |
| Угорська мова   | 5 755  | 19,1 % | 8 083  | 16,9 % | ~8 900 | 18,7 % |
| Інша мова       | 5 755  | 19,1 % | 917    | 1,9 %  | 203    | 0,4 %  |

Рідні мови циган України у регіонах за переписом 1989 р.:
|                           | чисельність | циганська | угорська | українська | російська | молдовська | татарська | інша  |
| ------------------------- | ----------- | --------- | -------- | ---------- | --------- | ---------- | --------- | ----- |
| Кримська область          | 1 698       | 73,6 %    | 0,1 %    | 0,6 %      | 23,1 %    | 0,3 %      | 1,8 %     | 0,5 % |
| Вінницька область         | 899         | 62,7 %    |          | 30,3 %     | 3,6 %     | 2,9 %      |           | 0,6 % |
| Волинська область         | 81          | 58,0 %    |          | 35,8 %     | 4,9 %     |            |           | 1,2 % |
| Дніпропетровська область  | 4 062       | 75,4 %    | 0,4 %    | 14,0 %     | 8,9 %     | 0,5 %      | 0,1 %     | 0,8 % |
| Донецька область          | 4 806       | 70,4 %    |          | 8,6 %      | 20,2 %    | 0,2 %      | 0,1 %     | 0,5 % |
| Житомирська область       | 956         | 70,6 %    | 0,5 %    | 19,6 %     | 9,0 %     | 0,2 %      |           | 0,1 % |
| Закарпатська область      | 12 131      | 20,5 %    | 65,7 %   | 12,3 %     | 1,0 %     |            |           | 0,4 % |
| Запорізька область        | 1 992       | 81,9 %    |          | 4,5 %      | 13,3 %    | 0,3 %      |           | 0,1 % |
| Івано-Франківська область | 111         | 91,0 %    |          | 4,5 %      | 4,5 %     |            |           |       |
| Київська область          | 715         | 72,3 %    | 0,1 %    | 17,9 %     | 6,3 %     | 3,4 %      |           |       |
| Кіровоградська область    | 929         | 69,2 %    | 0,2 %    | 20,9 %     | 6,5 %     | 2,6 %      | 0,1 %     | 0,5 % |
| Луганська область         | 3 367       | 71,4 %    |          | 3,9 %      | 23,9 %    | 0,4 %      |           | 0,4 % |
| Львівська область         | 524         | 82,6 %    | 2,5 %    | 8,6 %      | 4,8 %     | 0,8 %      |           | 0,8 % |
| Миколаївська область      | 1 291       | 57,2 %    | 0,2 %    | 25,6 %     | 11,6 %    | 5,0 %      |           | 0,5 % |
| Одеська область           | 3 870       | 69,6 %    |          | 8,6 %      | 12,2 %    | 8,7 %      | 0,1 %     | 0,8 % |
| Полтавська область        | 982         | 56,3 %    | 1,6 %    | 34,0 %     | 6,1 %     | 1,6 %      | 0,2 %     | 0,1 % |
| Рівненська область        | 177         | 68,4 %    | 3,4 %    | 16,9 %     | 6,8 %     |            |           | 4,5 % |
| Сумська область           | 1 653       | 69,0 %    | 1,0 %    | 11,2 %     | 18,0 %    | 0,4 %      | 0,1 %     | 0,3 % |
| Тернопільська область     | 45          | 51,1 %    |          | 22,2 %     | 17,8 %    |            |           | 8,9 % |
| Харківська область        | 2 948       | 80,2 %    | 0,9 %    | 7,2 %      | 11,6 %    |            |           |       |
| Херсонська область        | 2 004       | 70,3 %    | 0,1 %    | 19,9 %     | 9,3 %     | 0,2 %      |           | 0,1 % |
| Хмельницька область       | 521         | 66,4 %    | 0,2 %    | 26,5 %     | 3,8 %     | 2,9 %      |           | 0,2 % |
| Черкаська область         | 979         | 63,0 %    | 0,1 %    | 26,8 %     | 5,1 %     | 3,0 %      | 0,2 %     | 1,8 % |
| Чернівецька область       | 59          | 81,4 %    |          | 6,8 %      | 6,8 %     | 5,1 %      |           |       |
| Чернігівська область      | 843         | 80,0 %    |          | 10,6 %     | 7,7 %     | 0,9 %      |           | 0,8 % |
| Київ                      | 274         | 52,2 %    |          | 12,0 %     | 32,8 %    | 2,2 %      |           | 0,7 % |
| Україна                   | 47 917      | 58,6 %    | 16,9 %   | 12,3 %     | 10,3 %    | 1,3 %      | 0,1 %     | 0,5 % |

За переписом 2001 року, серед циган України вказали на вільне володіння мовами:
- українською — 60,8 %
- циганською — 53,5 %
- російською — 47,0 %

За переписом 1970 року, серед циган України вказали на вільне володіння мовами:
- українською — 32,6 %
- циганською — 57,6 %
- російською — 45,9 %

Населені пункти, у яких циганську мову назвали рідною понад 10 % населення за переписом 2001 року.
| Населений пункт | Район                  | Область                  | % циганськомовних |
| с. Прокопівка   | Куп'янський район      | Харківська область       | 28,21             |
| с-ще Литвинівка | Великобурлуцький район | Харківська область       | 20,83             |
| с. Райки        | Іллінецький район      | Вінницька область        | 20,43             |
| с-ще Середнє    | Ужгородський район     | Закарпатська область     | 13,55             |
| с. Первомайське | Васильківський район   | Дніпропетровська область | 12,24             |
| с. Домбоки      | Мукачівський район     | Закарпатська область     | 11,36             |
| с. Горянка      | Доманівський район     | Миколаївська область     | 10,45             |
|                 |                        |                          |                   |

## Традиційна культура

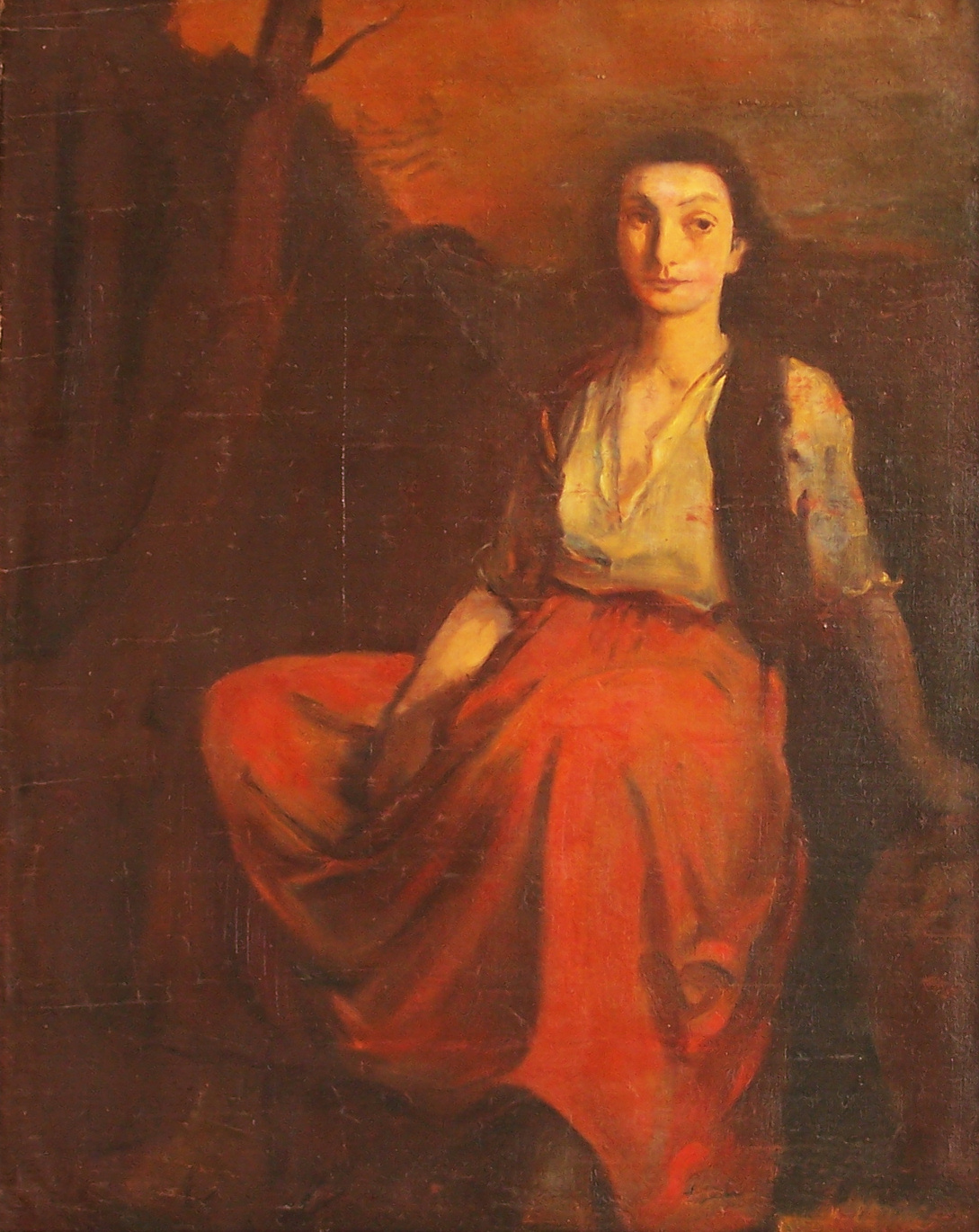
, «Циганка», Львівська національна галерея мистецтв

Святкують більшість християнських свят, зокрема Різдво («Кючуно»), Пасху («Патраді»), Трійцю («Русаля»). На святах дотримуються традиційних звичаїв, наприклад «уникання» — чоловіки сідають окремо від жінок.
Цигани вирізняються своєрідним одягом, мають багатий фольклор, зокрема, у ділянці народної поезії (особливо казки), музики, танцю. Вони належать до народів, які легко сприймають елементи культури населення, серед якого проживають. Циганські мотиви мали вплив на музику й літературу, зокрема, в Україні є вони в творчості Степана Руданського, Михайла Старицького, Миколи Гоголя, Івана Франка та ін.

### Фольклор
Циганський фольклор має жанри, в яких розповідається про зв'язки циган з Богом та святими. Також їм притаманна віра в лісовиків, водяників та маленьких чоловічків, які приходять на допомогу в складній ситуації. Своєрідність пісенного розспіву і текстова поліфонія циган є свідченням зв'язку їх мелосу зі східною музичною традицією. У текстах пісень містяться звернення до слухача (наприклад, слова-клятви, слова-прохання), які посилюють емоційний ефект.
Усна нар. творчість представлена піснями, казками, переказами та бувальщинами, прислів'ями, загадками.

### Господарська система
Традиційними заняттями циган були ремесла: ковальство, столярство, лоткарство, виготовлення решіт і мандрівна торгівля; інші джерела їх заробітку — музика, співи і танці, також ворожіння:
| Цигани займаються крадіжками коней, баришництвом, жінки ходять по селах і містах і ворожать[23] |
Цигани, завдяки своєму кочовому способу життя та постійному спілкуванні з кіньми, були чудовими знавцями цих тварин. Дуже високим був авторитет циган-конюхів і коновалів, до яких часто звертались за допомогою і добре платили за їх працю, адже вони добре зналися на повадках коней, лікували від багатьох хвороб, були прекрасними наїзниками. Серед чоловічих занять поширеними були торгівля і менжування кіньми, у жінок — ворожіння («драбаріпе»).
Нині багато циган працює в сільському господарстві та промисловості, але й далі чимало їх тримається старих традицій. Популярним заняттям є і торгівля — як легальна, так і нелегальна (зокрема наркотиками). Циганська ворожба популярна і у наш час: по руці, на картах, на воску, квасолі, дзеркалі, замовляння та інше.

### Культурна діяльність

Народний ансамбль циганської пісні і танцю «Ягорі»

З 1999 року в Ужгороді циганською, українською та російською мовами виходить газета «Романі Яг». 17 циганських національно-культурних товариств нині діють в Україні, 8 з яких — у Закарпатті. Дві цигані школи функціонують в Ужгороді. Циганський центр та недільна школа діють у місті Ізмаїлі. На Закарпатському обласному телебаченні створена й працює редакція передач циганською мовою.
В Україні функціонує велика кількість циганих громадських організацій, наприклад ромській жіночий фонд «Chiricli», «Голос „Ромні“», «МААРК „АРКА“», «Центр об'єднання та захисту прав ромів», «КЕТАНЕ» та багато інших. Також функціонує спілка громадських організацій «Конгрес Ромен України». Головою Конгресу є Петро Дмитрович Григоріченко, який водночас є членом Ради з питань етнонаціональної політики при Президентові України, членом Ради представників громадських організацій національних меншин України при Державному комітеті України у справах національностей і релігій та членом робочої групи з питань рома/сінті Ради Європи. Серед культурно-освітніх організацій можна виділити Київський циганський державний театр «Романс», ансамбль «Романі Яг» (Закарпаття), циганський дитячий колектив «Іренка» (Ужгород), народний ансамбль циганської пісні та танцю «Ягорі». Крім того, в Україні заснований перший на пострадянському просторі ромський молодіжний центр Романо Тхан.
Багатий матеріал про культуру циган зберігається у Білоцерківському державному краєзнавчому музеї. До складу музейної збірки входять колекція циганської періодики країн світу (газети, журнали), книги, матеріали, що відображають побут народу (одяг, кінська збруя, знаряддя праці та ін.), колекція картин циганських художників. Також музей має документи ООН, Ради Європи з проблем циган та інших кочових народів Європи.

## Релігія

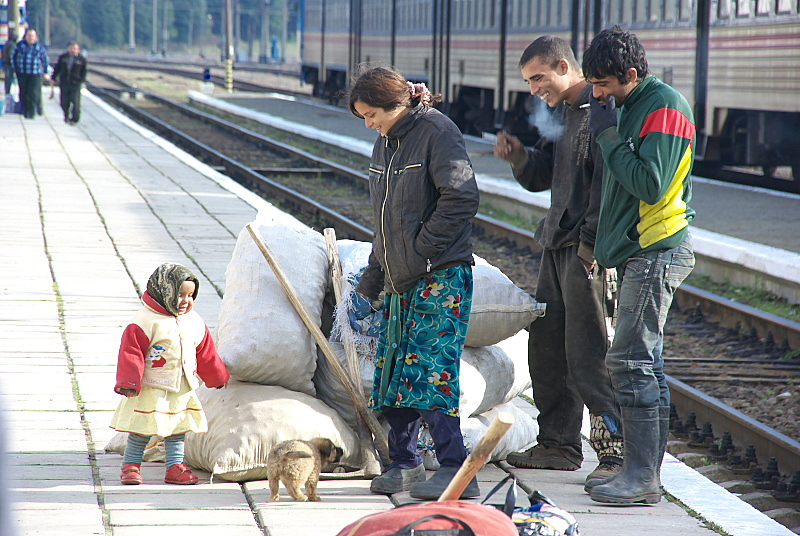
Цигани на залізничній станції Сянки

За релігією цигани на Наддніпрянщині були православні, в Галичині й на Закарпатті — греко-католики. Проте вони відвідували церкви лише в дні великих свят. Коли дітям виповнюється 10—13 років, проводиться хрещення, де в куми кличуть декілька пар. Перша Біблія циганською мовою була видана у СФР Югославія у 1991 році.
Також невелика частина ромів завдяки місіонерам стали Баптистами та Євангелістами.
Кочові цигани мали язичницький світогляд, який, однак, мав релігійне спрямування: вони вірили у існування Бога, диявола, душі, потойбічного життя. Використання талісманів, оберегів притаманне для всіх груп циган, окрім кримців. Вони, за їхнім розумінням, могли захистити їх від нещасть та хвороб. Є серед релігійних вірувань і архаїчні, древні елементи: культ проклятих речей, численні ритуальні забобони — мехріме, вірування в щасливу й нещасливу руку, у пророчі сни, в існування нечистої сили — русалок, домовиків, мерців та інше.
Своєрідний культ берегині сім'ї у циган представлений культом ікон, які були одними із найважливіших оберегів. Невеличка іконка зберігалась у кожній кочовій кибитці. За повір'ями циган вона мала розміщуватись на лівій внутрішній стінці кибитки, де захищала від хвороб ліву, серцеву частину тіла того, хто керував кіньми, його ліву руку, яка тримала пугу — символ глави сім'ї та господаря.
Кожен табір мав власну таборну ікону, яка належала всім. Її зберігали у кибитці предводителя табору — вайди. Головні події в житті певного циганського роду відбувались біля цих ікон, з ними проводили безліч обрядів та ритуалів. Її берегинею завжди була найстаріша та наймудріша в таборі жінка.
У 1991 році в Луцьку було знайдено єдину уцілілу табірну ікону на території України, яка належала кочовому табору етногрупи ловарі. Тепер вона зберігається в Білоцерківському державному краєзнавчому музеї.
В кочових циган України побутував також культ вогню. У минулому, та й у наш час, з ним асоціюються добрі сили природи, які оберігають сім'ю. Культ вогню був настільки великим, що до того часу, доки вогнище не згорить, табір з місця не знімався, а вночі його підтримували молоді нежонаті хлопці. У наш час біля вогню циганки проводять магічні ритуали.
Незалежно від приналежності їх до певної етногрупи, у поховальному обряді циган України найбільше проявляються їхні власні язичницькі релігійні погляди. Вони вважають, що покійник не помер, а пішов в інший світ, в якому він буде мати нове повноцінне життя. Померлого проносять повз його шатро, біля якого виставляються миски та сковороди з спеціально приготовленими стравами, щоб задобрити покійного. За віруваннями циган, покійник непокоїть свою сім'ю, тому кочові цигани якнайшвидше залишали могилу і від'їздили на велику відстань. Осілі цигани в наш час споруджують спеціальні саркофаги, щоб покійник не приходив вночі до дому і не непокоїв їх. Як колись, так і у наш час, могилу споруджували у вигляді повноцінного житла: саркофаги являють собою викладені цеглою стіни та дно поховальної ями, куди опускається домовина; на стінки кладеться плита, яка засипається землею; ліворуч від голови покійника та над його головою в стінці роблять скляні віконця, щоб він міг спостерігати за світом, який залишив. Цигани католицького обряду споруджують саркофаг на поверхні землі, у вигляді склепу.

## Інтеграція у суспільство

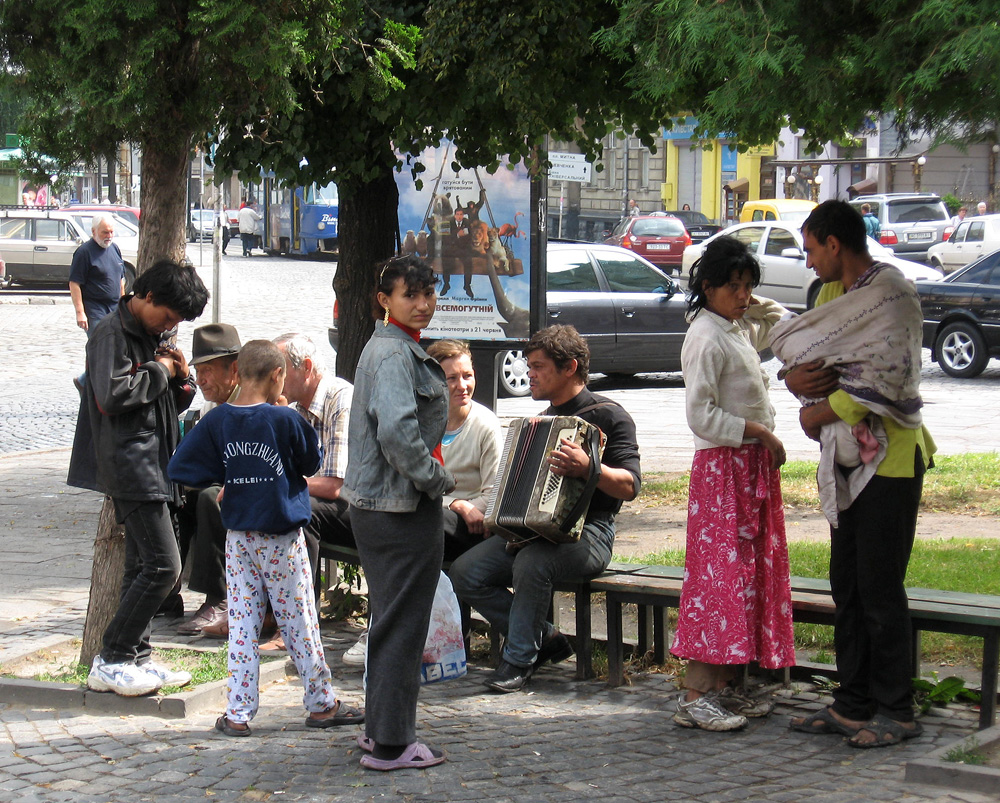
Цигани у Львові

Олена Макарова, заступник директора Інституту демографії і соціологічних досліджень, стверджує, що циган найменш інтегровані у суспільство з усіх національних меншин. Низький рівень інтегрованості, високий рівень безробіття є причиною підвищеного рівня злочинності серед представників етносу. Не менш важливими і нагальними проблемами є низька освіченість, низький рівень життя, втрата рідної мови, правова незахищеність.

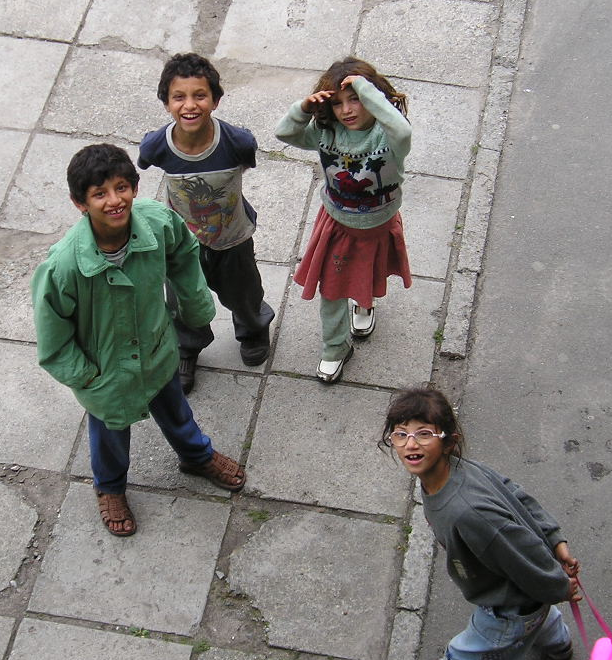
Циганські діти на вулиці, Вінниця.

Згідно з опитування громадської думки, яке проводив Інститут соціології Національної академії наук у 2002 році, ступінь толерантності українців до циган вчені оцінили у 22 бали (зі 100 можливих) — середньостатистичний українець згоден їх терпіти як туристів, гостей України, і не сприймає циган як повноправних громадян. Підозри до циган з боку корінного населення спричиняють випадки дискримінації на роботі, у медобслуговуванні, навчанні, що породжує зустрічну агресію з боку циган.
Представники циганської національної меншини в Україні продовжують залишатися однією з найбільш вразливих соціальних груп, яка піддається систематичній маргіналізації, стигматизації та дискримінації.
Серед найбільших проблем, з якими стикаються цигани в Україні, є ускладнений доступ до освіти, медицини, соціальних послуг і працевлаштування, відсутність ідентифікаційних документів. Серед соціально-економічних чинників, які найбільш негативно впливають на становище циган, є низький рівень доходів, неналежні побутові умови, а також низька обізнаність щодо виховання, харчування, догляду за дітьми. В сукупності ці проблеми призводять до соціальної ізольованості циганської національної спільноти та обмеженості у реалізації прав.
8 липня 2021, Кабінет Міністрів України схвалив «Стратегію сприяння реалізації прав і можливостей осіб, які належать до циганської національної меншини, в українському суспільстві на період до 2030 року».
Робота за цим напрямком є складовою євроінтеграційних процесів України. У розробці стратегічного документу в Україні взято до уваги:
- Циганський стратегічний рамковий документ Європейського Союзу для рівності, інклюзії та участі на 2020—2030 роки;
- Стратегічний план дій Ради Європи з інклюзії циган та кочівників на 2020—2025 роки;
- План дій з покращення ситуації циган та сінті в регіоні ОБСЄ.

Стратегія включатиме такі напрямки роботи:
- правовий захист та протидія дискримінації;
- доступ до якісної освіти;
- доступ до послуг у сфері охорони здоров'я;
- підвищення якості житлово-побутових умов;
- працевлаштування та зайнятість;
- соціальний захист;
- циганська культура, історія, мистецтво, мова

### Освіта
Близько 75 % українських циган віком до 30 років є неписьменними. Приблизно половина циганських дітей не відвідує середню школу взагалі, а з тих, хто відвідує, атестат про закінчену середню освіту отримують до 30 відсотків учнів з циганської громади. Є кілька причин, які зумовили таку ситуацію: тотальна бідність циганських родин; старше покоління циган є неписьменне, що є наслідком кочівлі, і від цього — нерозуміння батьками важливості відвідування дитсадків та шкіл; діти часто беруть активну участь у домашньому господарстві, доглядають за молодшими дітьми; вони змалку привчаються до заробітків, що спричинює відсутність у самих дітей мотивації отримати освіту.
У 2016 році Міністерства освіти розробило програму навчання циганської мови для початкових класів загальноосвітніх навчальних закладів з українською мовою навчання. Програма спрямована на вивченнями учнями, які належать до циганської національності та навчаються українською мовою, рідної мови учнів — носіїв різних ромських діалектів і говірок (ловарського, келдерарського, сервського, урсарського, кримського тощо). Головною метою навчання циганської мови (романí) є формування початкового рівня комунікативної компетентності, необхідної для мовленнєвої практики школярів рідною мовою та її дальшого вивчення як предмета у середній і старшій школах.
Для позакласного навчання, а також для бажаючих засвоїти елементи ромської мови (сервіцького діалекту) розроблені відеоуроки з українськими субтитрами.
Загалом циганські діти відвідують школи на загальних підставах, але переважно їхня дисципліна, відвідуваність та успішність нижча від українських однолітків. У деяких загальноосвітніх школах були спроби створення окремих різновікових класів для циганських дітей, однак не всюди було успішним. Так, у Луцькій школі № 16 такий клас проіснував лише півроку та був розформований. За свідченням голови громадської організації «Терне рома» Сергія Григориченка, «…Головна причина небажання циган йти до школи — це ксенофобія. Цигани не йдуть у школу, бо з них там сміються, знущаються. І не тільки діти, а й вчителі. Циганські діти виходили на перерву, як мавпи з цирку. Всі їх обзивали. Тоді ми були змушені трохи змістити графік, щоб не співпадали уроки й перерви з іншими дітьми… З педагогом, яка вчила ромських дітей в експериментальному класі, ніхто не хотів в одній шафі одяг вішати.»

## Зв'язок з кримінальними середовищами
Поєднання кочового способу життя, потреби здобувати засоби для існування і труднощі при працевлаштуванні призвело до частих порушень циганами місцевих законів. Найбільш поширеними злочинами, які вчиняли цигани були шахрайство та крадіжки. Наприкінці 80-90 років минулого століття до таких «промислів» додались також торгівля наркотиками — в основному маковою соломкою та екстракційним опієм. Згідно з підрахунками, не менше 30 % наркоринку країни контролюють саме цигани. Наприкінці 90-х, на початку 2000-х років цигани долучилися до торгівлі людьми (інвалідами, зокрема) та нелегальною міграцією — переправленнями за кордон, в країни ЄС, Росію.

## Напади на циган та намагання протидії проявам ворожнечі
В Україні є поодинокі випадки нападів на осіб циганської національності та їхні табори. Переважно ці напади пов'язують з праворадикальними організаціями, є підстави підозрювати, що подібні дії інспіруються спецслужбами Росії, про що сказав на брифінгу голова Служби безпеки України Василь Грицак.
За напад на один з таборів циган взяла на себе відповідальність націоналістична організація С14.
Національна поліція України стверджує, що особовий склад поліції орієнтований на відповідне реагування в разі отримання інформації щодо упередженого ставлення до представників циганської національної меншини. З цією метою працівники поліції проводять зустрічі з представниками соціальних служб для сім'ї, дітей та молоді, адміністраціями навчальних закладів, педагогічними колективами, учнями, старійшинами циганської народності. До місць компактного проживання осіб циганської національності наближено маршрути патрульних нарядів.
Працівники поліції постійно беруть участь у проведенні брифінгів, круглих столів, нарад представників інших правоохоронних установ, неурядових громадських організацій, у тому числі циганських, з питань подолання в країні проявів ксенофобії, запобігання злочинам на ґрунті расової ворожнечі, релігійної та національної нетерпимості.
Міністерство юстиції України повідомило, що протягом 2015 року працівниками територіальних управлінь юстиції здійснено понад 47 тисяч виступів у засобах масової інформації, у тому числі з питань захисту прав та свобод осіб, які належать до ромської національної меншини, серед них: «В Україні прийнято Стратегію захисту та інтеграції ромів», «Стратегія захисту та інтеграції в українське суспільство ромської національної меншини», «Захист прав ромської національної меншини в Україні», «Захист ромської національної меншини в Україні», «Щодо важливості здобуття ромами освіти, особливо дітьми та молоддю», «8 квітня — Міжнародний День ромів», «Порядок отримання особами ромської національності паспорта громадянина України та документів, що посвідчують особу і підтверджують громадянство», «Права ромів в Україні», «Інтеграція ромської національної меншини в українське суспільство», «Правовий статус ромської національної меншини», «Взаємодія ромських громад з органами влади: досвід міжнародних досліджень», «Страсбурзька декларація щодо ромів: імплементація в контексті демократичних реформ в Україні», «Інтеграція ромської національної меншини в українське суспільство», «Отримання ромами ідентифікаційних документів та свідоцтв про реєстрацію актів цивільного стану», «Права ромів в Україні», "Мандрівний народ: «Роми на українських теренах» та ін.

## Відомі цигани України
- Василь Жадан — український співак, автор і композитор, естрадний виконавець.
- Віктор Човка — журналіст, телеведучий, громадський діяч.
- Дмитро Клімашенко — український продюсер та співак, заслужений артист України.
- Земфіра Кондур — правозахисниця.
- Ігор Крикунов — український режисер, актор театру і кіно, педагог, громадський діяч та народний артист України.
- Михайло Семенцов — радянський військовий, льотчик часів Другої світової війни, Герой Радянського Союзу.
- Наталія Томенко — дослідниця та експертка з культурної спадщини, захисниця прав людини.
- Петро Чорний — співак, Заслужений артист України.
- Януш Панченко — дослідник, спеціаліст з історії, культури та мови циган, громадський діяч.
- Олег Артемчук — дослідник, біотехнолог, громадський діяч.

## В українській культурі
Циганські мотиви мали вплив на музику й літературу, зокрема, в Україні є вони в творчості Степана Руданського, Михайла Старицького, Миколи Гоголя, Івана Франка та ін.
Циган — поруч із Жидом, Іродом (Царем), Смертю, Ангелом та іншими — традиційний персонаж української вертепної драми.
Низка українських народних пісень пов'язані з циганами, зокрема:
- «Ой на горі цигани стояли…»;
- «Я сой Циган» (лемківська пісня);
- «Заграй ми, цигане старий» (авторського походження: слова і музика Сидора Воробкевича).

В українській художній літературі циганам присвячено оповідання Олеся Гончара «Магда». У повістях Ольги Кобилянської «В неділю рано зілля копала..» та «Земля» цигани вірні своїм традиціям, прагнуть до свободи від обов'язків, проте особливості традицій та побуту змальовано досить поверхнево, лише в загальних рисах. Більше уваги авторка приділила запальній вдачі та волелюбності циган.

## У філателії
У 2017 році Укрпошта в серії «Національні меншини в Україні. Роми» випустила 4 марки: «Коваль», «Танок», «Ворожка», «Циганська кибитка».

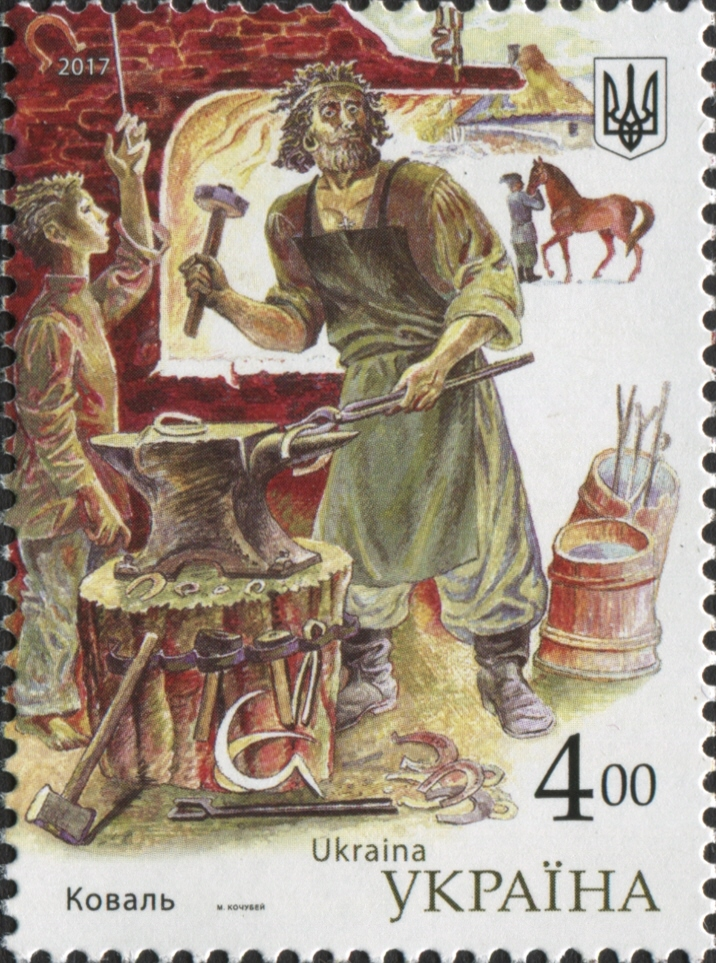
Марка Укрпошти «Коваль» (2017)
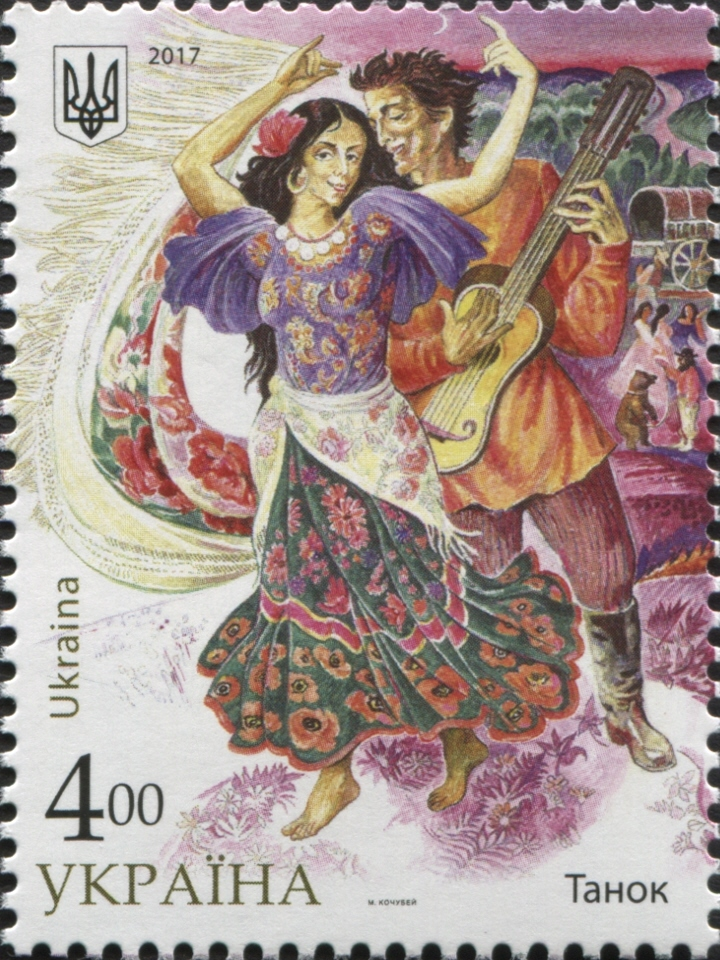
Марка Укрпошти «Танок» (2017)
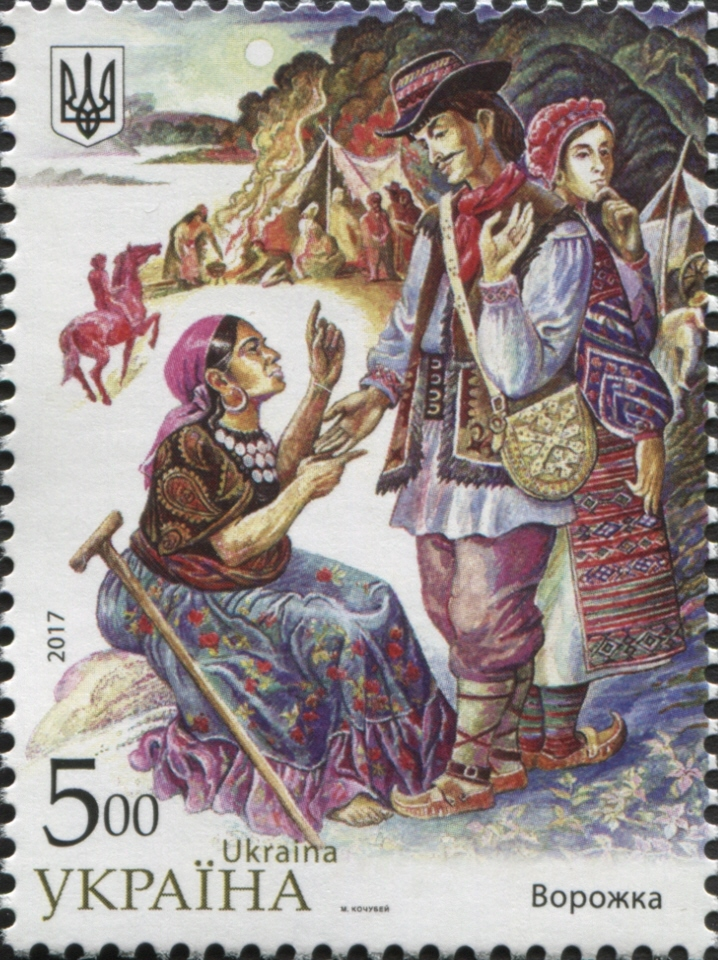
Марка Укрпошти «Ворожка» (2017)
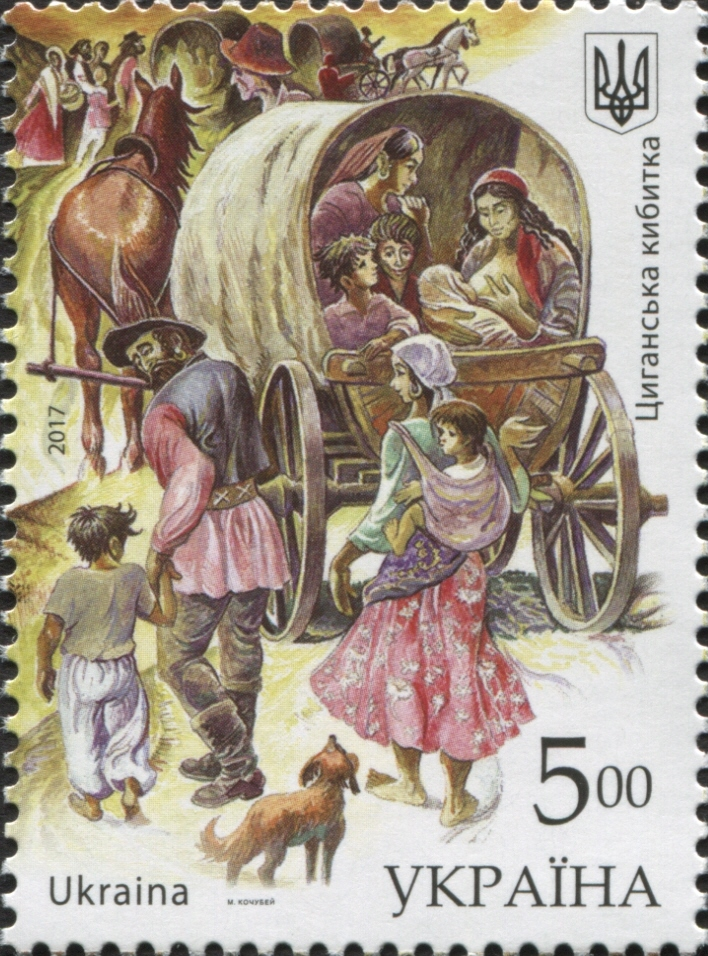
Марка Укрпошти «Циганська кибитка» (2017)